# Задунайская Сечь
Задуна́йская Сечь (укр. Задунайська Січ) — организация бывших запорожских казаков в 1775—1828 годах на территории Османской империи в устье Дуная.

## Формирование
К концу XVIII века после многочисленных побед Российской империи коренным образом изменились приоритеты развития южной Украины и проживающих там казаков Запорожской Сечи. С заключением Кючук-Кайнарджийского договора (1774) Россия получила выход в Чёрное море и Крым. На западе ослабленная Речь Посполита была на грани разделов.
Таким образом дальнейшая необходимость в сохранении присутствия казаков на их исторической родине для охраны южных российских границ отпала. В то же время их традиционный образ жизни часто приводил к конфликтам с российскими властями. После неоднократных погромов сербских поселенцев, украинских помещиков и земель Войска Донского, а также в связи с поддержкой ссыльными запорожскими казаками пугачёвского восстания императрица Екатерина II приказала расформировать Запорожскую Сечь, что и было исполнено по приказу Григория Потёмкина об усмирении запорожских казаков генералом Петром Текели в июне 1775 года.
Потёмкин разрешил небольшому контингенту в 50 казаков покинуть территорию империи в целях рыбного лова в Османских провинциях Южного Буга. Но к изначальной группе присоединились около пяти тысяч других казаков, воспользовавшись их 50 паспортами, и они так и остались кочевать на Буге. Позднее к ним присоединились ещё несколько тысяч сбежавших украинских крестьян.
В 1778 году султан Османской империи решил воспользоваться казаками и сформировать из них казачье войско, выделив им село Кучурган (ныне Украина, Одесская область, Раздельнянский район) на нижнем Днестре. Но начавшаяся в то время русско-турецкая война 1787—1792 разделила казаков, и часть вернулась в Российскую империю, где они были приняты в Войско Верных Запорожцев, позже Черноморское казачье войско. Во время войны Бессарабия была оккупирована Россией, и казакам была выделена новая земля в дельте Дуная, где была построена сечь Катерлец.

## Некрасовско-запорожское соперничество
Новая сечь была расположена рядом с существующим поселком некрасовских казаков. Отношения быстро обострились из-за споров о территории лова рыбы, главного источника пропитания в тех землях. В 1794 году некрасовцы напали на запорожцев и сожгли Катерлец, после чего выжившим запорожцам выдали новую землю выше на Дунае, на Брайловском Острове. Новые места в качестве лова сильно уступали прежним, и в 1796 году группа из 500 казаков вместе с кошевым Помелом сбежали в Россию.
В 1800 году на Балканах начался мятеж Османа Пазвантоглы, который обещал более широкую автономию некрасовцам за поддержку. Увидев возможность отомстить своим кровникам, запорожцы приняли сторону султана Селима III. Обе казачьи группы понесли большие потери, но в 1803 году мятеж был подавлен и брайловский назир разрешил запорожцам вернуться в Катерлец. Но побежденные некрасовцы также нашли поддержку измаильского коменданта Пехлеваноглы, и в 1805 году повторно сожгли Катерлец. Уцелевшим запорожцам пришлось бежать в Брайлов.
Грядущая русско-турецкая война 1806—1812 вызвала дополнительный разрыв в Сечи. Кошевые Трофим Гайбадура и Иван Губа собрали две группы и приняли российское подданство, по приказу Александра I от 20 января 1807 года из них сформировали новое Усть-Буджацкое Казачье Войско. Новое войско просуществовало всего пять месяцев, так как соседние помещики Украины и Молдавии часто жаловались на то, что их крепостные бежали в Килию и Галац, где базировалось войско. 20 июня войско в 1387 казаков упразднили, из них около 500 переселили на Кубань. Но данный поступок не сыграл на пользу России, так как оставшиеся дунайские казаки пожалели о своём стремлении пойти следом за Гайбадурой.
Почувствовав в себе достаточно военной мощи, благодаря приходу старых сечевиков из Австрийской империи, запорожцы решили выбить из устья Дуная некрасовских казаков и осесть на их месте. В 1811 году кошевой атаман Задунайской Сечи Самойло Калниболоцкий выдвинулся с частью войска из Сеймен в Килийское устье Дуная, выгоняя вдоль берега всех поселенцев из их жилищ. В проливе Портица, соединяющем лиман Разим и Черное море, передний выдел Войска Запорожского встретил вооруженное сопротивление со стороны казаков-некрасовцев, но затем на помощь прибыло главное войско и все некрасовцы были перебиты. Главные силы некрасовцев еще не были разбиты и упорно сражались. Весь 1812 год между ними и запорожцами тянулась мелкая война по всему дунайскому устью.
Летом 1813 года запорожцы пошли войной на некрасовцев, на всем пространстве от Тульчи к Дунаевцу. Битвы между бывшими соратниками-казаками — запорожцами и донцами-некрасовцами были чрезвычайно кровопролитными. Некрасовцы выслеживали отряды запорожцев и, неожиданно напав, вырезали всех до одного. Зато, когда запорожцы врывались в некрасовскую слободу, то не оставляли живыми даже женщин и детей.
Турецкое правительство в войну некрасовцев и запорожцев не вмешивалось. Ярость запорожцев во время войны еще более увеличилась после того, как некрасовцы, поймав одного из лучших запорожских рубак, казака Притыку, распяли его на нескольких досках и пустили плыть по Дунаю. Запорожцы нашли его возле моря, уже мертвого, и дали клятву впредь не щадить никого из некрасовцев.
Но русско-турецкая война лишила запорожцев их главного врага: некрасовцы были помилованы Кутузовым, и большая их часть покинула Дунай и вернулась в Россию. По Бухарестскому мирному договору 1812 года вся территория Дуная была передана Российской империи. В 1813 году запорожцы вновь заняли Катерлец, а в 1814 году сожгли некрасовскую столицу Верхний Дунавец (ныне в Румынии), где они построили третью и последнюю Сечь. Уцелевшие некрасовцы были выселены с Балкан в Анатолию, в город Майнос.

## На службе султана

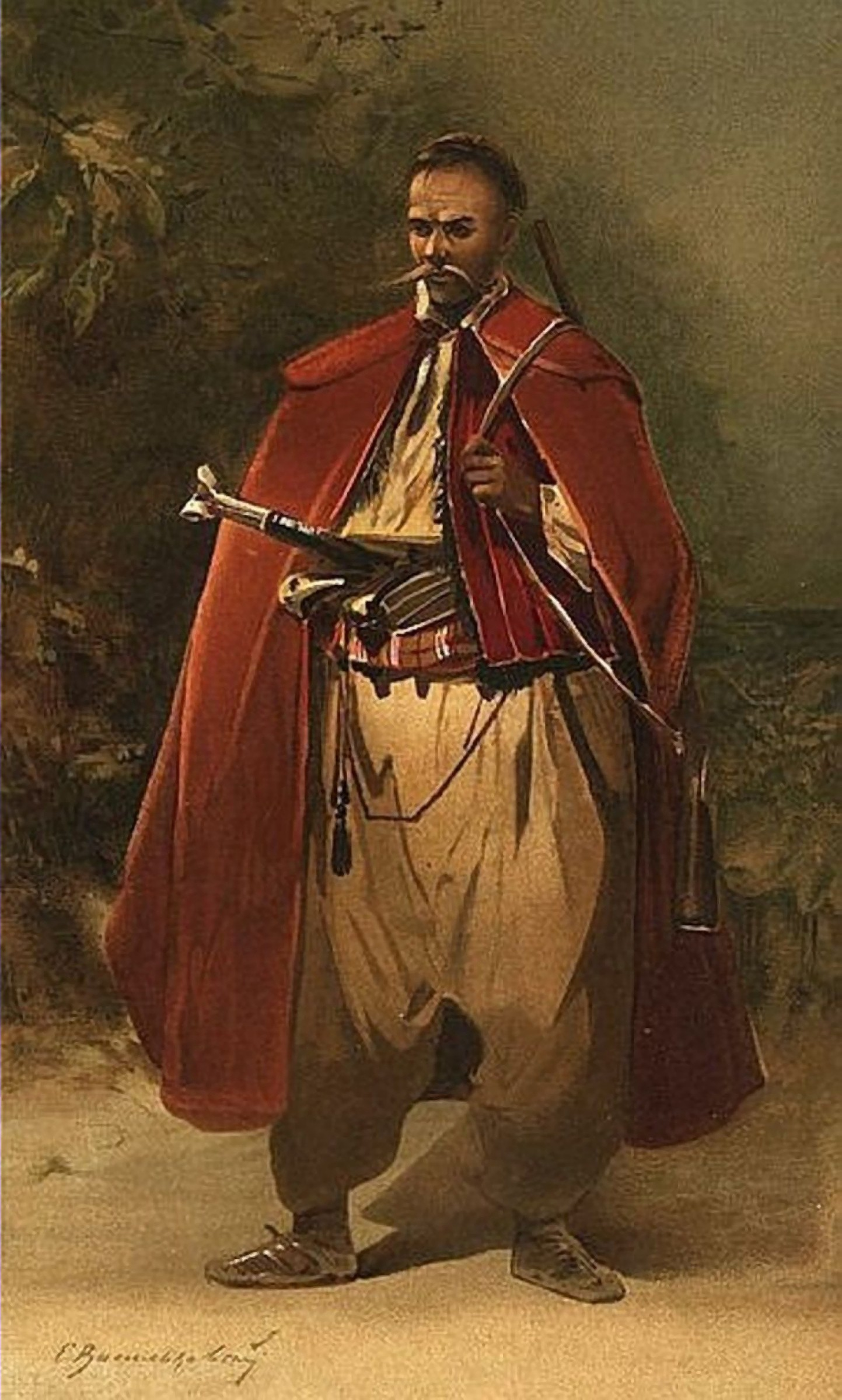
Васильковский С. И.
«Казак Задунайской сечи.»

После войны Задунайская Сечь проживала в относительно мирных условиях. В это время она достигла наибольшего успеха и насчитывала от 10 до 15 тысяч человек, тем не менее, она уже сильно отличалась от былой Запорожской Сечи. Сохранилась прежняя система куреней (все 38 имелись под старыми именами), уже не было войсковых старшин, и только холостых казаков брали на службу. Не было больше кавалерии или флота, только лодочная пехота. Из полковников временно назначался кошевой, который также имел шесть сёл в личном владении. Бывшая социальная структура «рыцарского братства» также пропала, и большинство казаков стали заниматься рыболовством, земледелием и торговлей, получив статус райи. Чтобы стать таким, обязательна была брачная связь с казачьей семьёй.
Но в 1821 году мирный перерыв кончился греческой революцией. Со стороны России была попытка Александра Ипсиланти с этерийскими греками совершить прорыв в Валахию. Но дунайские казаки под командованием кошевого Никифора Белуги перехватили этот поход. Позже кошевой Семён Мороз возглавил группу в пять тысяч казаков и отправился в Грецию. В 1824 году казаки приняли участия в штурме Месолонги и понесли огромные потери, сам Мороз погиб на острове Хиос.

## Конец Задунайской Сечи
Участие в подавлении национально-освободительного движения православных греков обострило внутренние недовольства казаков. В 1825 году Сечь разделилась на пророссийский и протурецкий лагеря, когда бесследно пропал кошевой Литвин. Многие казаки были не против вернуться в Россию, если с её стороны будет амнистия. В 1827 году кошевой Василий Незамаевский вступил в тайные переговоры с измаильским градоначальником С. Тучковым. Но кошевой не мог на себя взять такую ответственность, а вскоре началась русско-турецкая война 1828—1829 годов.
Ответственность взял Осип Гладкий. Из семьи полтавского крестьянина, Гладкий сбежал из дома в 1820 году. После неудачных попыток торговли в Крыму, а затем в Одессе он покинул Россию и в 1822 году был принят в Сечь. После его участия в штурме Месолонги он был избран атаманом Платнировского Куреня. После неудачных переговоров с Незамаевским Тучков обратился к Гладкому, и на Покров 1827 года он был избран кошевым атаманом.
С началом войны русская армия под командованием фельдмаршала Витгенштейна прорвала турецкий заслон, и фронт приближался к Верхнему Дунавцу. Султан издал приказ о эвакуации Сечи под Адрианополь (ныне Эдирне) и указал Гладкому приготовить войско в Силистре. Гладкий собрал только тех, кого подозревал в протурецких настроениях (около двух тысяч казаков), и потом отпросился вернуться в Сечь, чтобы собрать ещё. Но вместо этого он созвал Раду, которая единогласно решила перейти на русскую сторону. 10 мая 1828 года Гладкий, 218 казаков, 578 райи переплыли Дунай и попали в русский лагерь, где находился император Николай I, который их лично помиловал, сказав: «Бог простит вам, Родина простила вас и я прощаю».
Впоследствии доверие царя казакам только выросло. Из них было сформировано Отдельное запорожское войско под общим командованием дунайской флотилии, и когда русская армия в наступлении переправлялась через Дунай, император находился в той же лодке, в которой Гладкий сбежал с турецкого берега. Несмотря на небольшой личный состав в пять сотен, казаки очень хорошо проявили себя в ходе войны. Благодаря им русская армия свободно ориентировалась в сложной дунайской дельте, имела надежную разведку и заранее знала рельеф местности. В бою войско приняло участие в штурме Исакчи, десять казаков были впоследствии награждены Георгиевскими крестами.

## Последствия
Война 1828—1829 годов закончилась для России решающей победой, в результате чего она получила Дунайские княжества. Одновременно после обращения множества добровольцев из Молдавии и других бывших придунайских территорий, Николай I сформировал Дунайское казачье войско. Нужда в бывших задунайцах тем самым отпала, и шли переговоры о их переселении на Кубань, где полным ходом шла Кавказская война.
Гладкий, посетив Кубань в 1830 году, отказался от этой инициативы. Вместо этого Николай позволил Гладкому остаться на Украине, если он сможет найти безлюдное место. Гладкий выбрал участок на северном побережье Азовского моря между Бердянском и Мариуполем и в 1832 году войско, насчитывая 2336 казаков (включая 687 женщин) переселилось на новые места, сформировав Азовское казачье войско. Новое войско было единственное, у которого главная роль была флотская, и участвовало в Крымской и Кавказской войнах.
Некоторые потомки задунайцев, которые не вернулись с Гладким в Россию, по сей день живут в Добрудже.
Примечательно, что в 1853 году, с началом Крымской войны, из оставшихся задунайских казаков, по инициативе Михаила Чайковского, османским правительством был сформирован регулярный казачий полк (по разным оценкам численность составляла от 1400 человек), получивший впоследствии название «Славянского легиона». Непосредственного участия в сражениях с русскими войсками полк не принимал. Казаки и некрасовцы были посланы в Добруджу, чтобы восстановить порядок в этой провинции. После заключения Парижского мира казачий полк, в награду за службу, был внесен в список регулярных полков османской армии (низам). В течение двух следующих лет казаки боролись с разбойниками в Фессалии и Эпире, откуда полк был переведен в обсервационный лагерь на Косовом поле и затем в 1862 году снова отправлен на границы Греции по случаю революции, низвергшей короля Оттона I.